# 고도 (남해군)
고도(鼓島)는 경상남도 남해군 미조면 미조리에 있는 섬이다. 특정도서로 지정하여 관리되고 있다.

## 특정도서
고도는 지형·경관이 우수하고, 섬 전체의 자연성이 우수하여 독도 등 도서지역의 생태계보전에 관한 특별법에 의거 특정도서로 지정되었다.
- 지정번호 : 제38호
- 면적 : 45,620m2
- 지번 : 경상남도 남해군 미조면 미조리 산209-1~209-3